# Eleuthemis
Eleuthemis es un género de libélulas perteneciente a la familia Libellulidae. 

## Especies
- Eleuthemis buettikoferi Ris, 1910
- Eleuthemis eogaster Dijkstra, 2015
- Eleuthemis libera Dijkstra y Kipping, 2015
- Eleuthemis umbrina Dijkstra y Lempert, 2015